# 榮勳宮

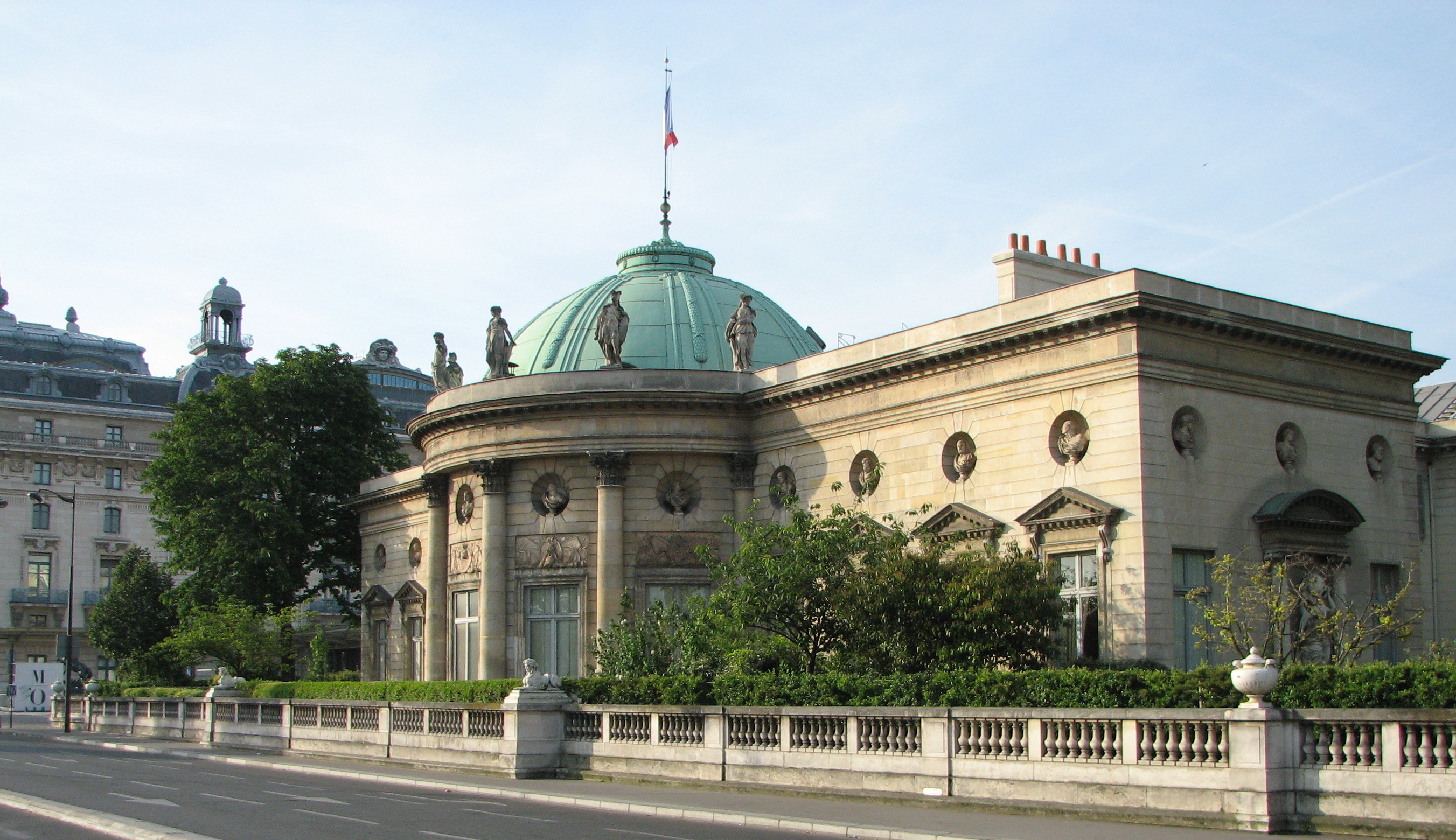

榮勳宮（法語：Palais de la Légion d'Honneur）是法國首都巴黎的一座建築物，位於巴黎左岸。具體位置是里爾街64號，和奧賽博物館相鄰。建築修建於1782年至1787年期間，曾在巴黎公社期間被燒毀但之後得到重建。現在榮勳宮是一座博物館。

## 外部連結
维基共享资源上的相關多媒體資源：榮勳宮